# Guide-âne à l'usage des animaux qui veulent parvenir aux honneurs

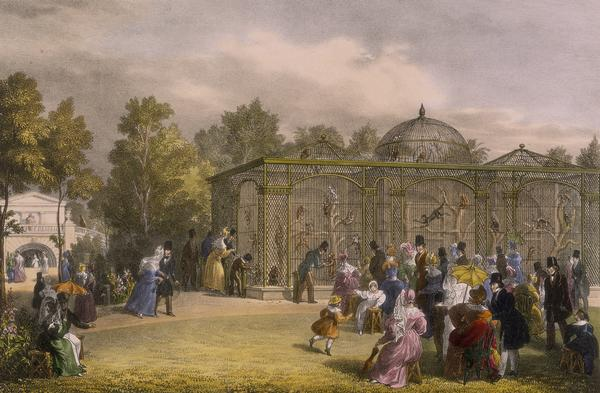
Maison des singes, zoo de Londres.

Guide-âne à l’usage des animaux qui veulent parvenir aux honneurs est une nouvelle satirique d'Honoré de Balzac parue en livraison de 1840 à 1842, puis en livre illustré en deux volumes de 1841 à 1842 dans l'ouvrage collectif, Scènes de la vie privée et publique des animaux.
Un âne relate la querelle qui opposa le baron Georges Cuvier, que Balzac désigne comme un « habile faiseur de nomenclatures », et qu’il affuble du nom de baron Cerceau et un autre scientifique que Balzac admirait, Étienne Geoffroy Saint-Hilaire, sur le sujet de l’unité de composition organique pour lequel tous les savants d’Europe se passionnaient en 1830. L’action se déroule dans le faubourg Saint-Marceau où se retrouvaient les montreurs d’animaux savants, au Jardin des plantes de Paris et dans le zoo de Londres où l’âne conteur finit sa carrière comme pièce à conviction. Balzac brocarde allègrement au passage la façon dont les académies, universités et pouvoir en place s’arrangent pour réduire au silence tout scientifique n’adhérant pas à la doctrine officielle.